# Dystrykt Choma
Dystrykt Choma – dystrykt w południowej Zambii w Prowincji Południowej. W 2000 roku liczył 204 898 mieszkańców (z czego 49,19% stanowili mężczyźni) i obejmował 33 655 gospodarstw domowych. Siedzibą administracyjną dystryktu jest Choma.